# Військовий Микільський собор
Військо́вий Микі́льський собо́р («Вели́кий Мико́ла») — втрачена культова споруда, православний храм Київського Пустинно-Микільського монастиря, збудований архітектором Йосипом Старцевим на кошти гетьмана Івана Мазепи в 1690—1696 роках поруч із Миколаївським монастирем. Знищений більшовиками у 1934 році.

## Історія

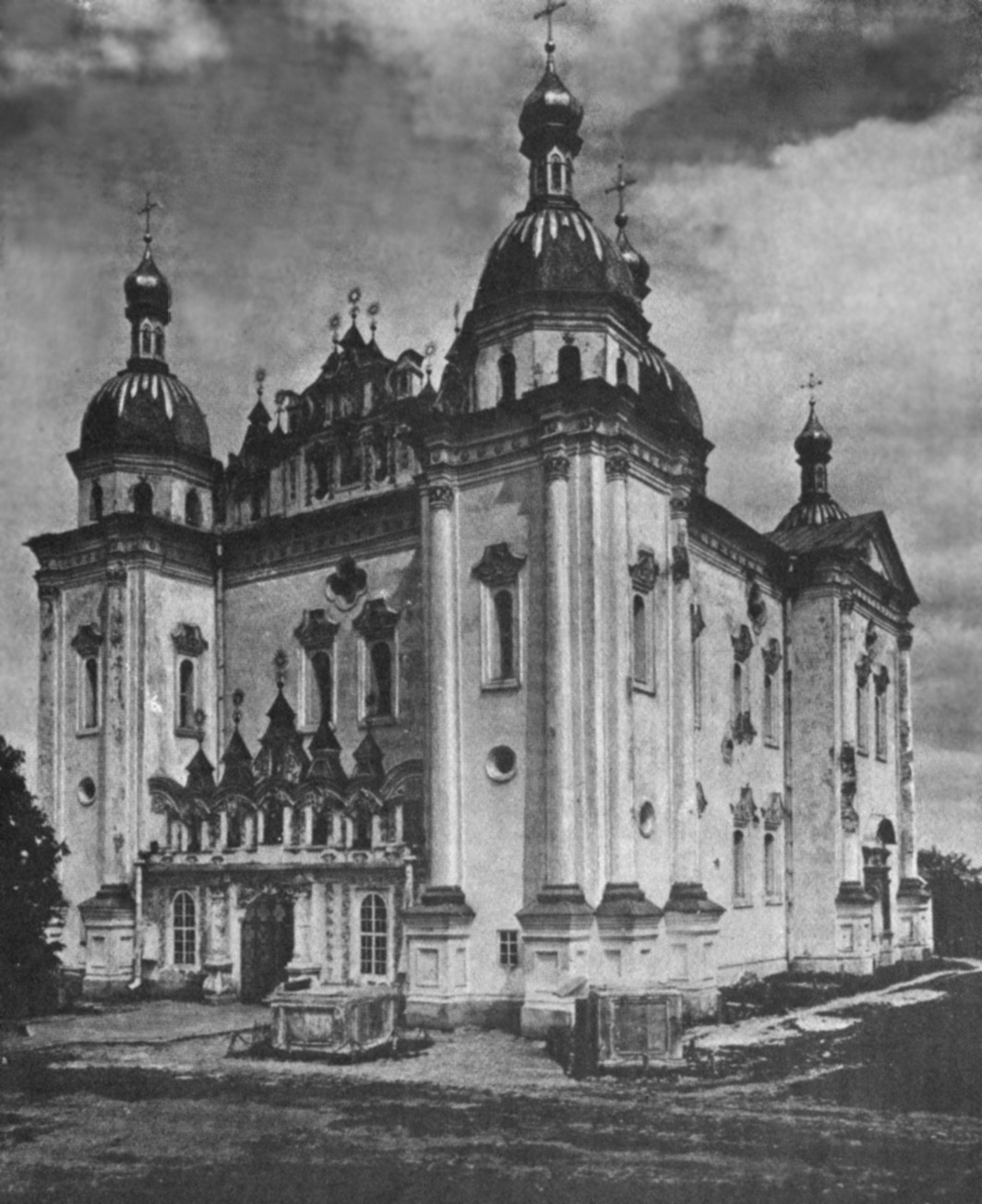
Микільський собор, фото початку XX століття

«Малий Микола» за радянської влади теж був знищений

Спочатку Миколаївський монастир був жіночим; монахинею в ньому була мати одного з засновників Києво-Печерської обителі — Феодосія, але з 1115 року син Володимира Мономаха Мстислав перевів його у чоловічий монастир. Неодноразово розорений половцями, татаро-монголами, Менглі-Гіреєм; щоразу кияни відновлювали з руїн.
У 1690—1696 роках коштом гетьмана Івана Мазепи тут було збудовано нову велику кам'яну церкву. Грандіозний білокам'яний храм в архітектурних формах українського (мазепинського) бароко зводив архітектор Йосип Старцев. 1831 року храм було передано в розпорядження Військовому відомству. З тих пір собор був храмом-символом військової слави Російської імперії. Тут правили молебні на пам'ять про воїнів, загиблих за «Царя й Батьківщину», а в дні військових перемог сюди приходили поставити свічку за спокій душі воїна його мати, вдова, сестра чи дочка.
У 1713 році коштом київського губернатора Дмитрія Голіцина було завершено побудову кам'яної церкви, що отримала назву Слупської чи Стовпової через оригінальну форму купола, що нібито виростав вгору з церкви. Щоправда, відомо, що кількома століттями раніше в цій місцевості, де звели храм, стояв стовп (слуп), на якому височіла ікона Святого Миколая.
Тим не менш, ні тоді, ані опісля ніхто не називав Миколаївський Пустинний, як його ще називали, монастир Слупським. Відроджену після зведення храму з унікальним куполом оригінальної форми назву офіційно прагнув привити у 1861 році Микола Сементовський — член Імператорського російського та археологічного товариств, автор популярних книг про Київ.
Після завершення побудови слупоподібної церкви мазепинський храм почали називати «Великим Миколаєм», а голіцинський — «Малим». У 1831 році, під час перебудови київської фортеці, «Великий Микола» опинився на території цитаделі; військове управління конфіскувало його, ліквідувало монастир і зробило з монастирського собору собор для військової залоги всього Києва. Відтоді його стали називати Військово-Микільський собор.
Верхню частину дзвіниці перебудовано в 1890-х роках у псевдовізантійському стилі; це внесло чужі мистецькі елементи, які не були в гармонії з початковим проєктом. І дзвіниця, і сам собор були пошкоджені більшовицькими набоями під час обстрілу Києва в січні 1918 року, у 1922 році їх відремонтували.
Отець Василь Липківський 22 травня 1919 року в супроводі хору під керуванням Миколи Леонтовича відслужив у соборі першу літургію українською мовою, за що ієрархи Російської церкви двічі забороняли отцю Липківському богослужіння й один раз заочно віддали його під церковний суд.
Протягом 1920-х років Українська Академія Наук піклувалася збереженням і реставрацією Військово-Микільського собору. Наприкінці 1920-х років Археологічний комітет Всеукраїнської Академії Наук з'ясував, що великі грошові потреби для збереження архітектурних пам'яток України не можна задовольнити з муніципальних джерел і що це потребує підтримки загальносоюзного уряду СРСР. Відповідно до цього, на доручення уряду Української республіки, Всеукраїнський археологічний комітет склав кошторис на поновлення десяти найважливіших споруд України. П'ять із них були в місті Києві, і однією з них був Військово-Микільський собор.
Незважаючи на важливість архітектурного комплексу «Великого Миколи», собор, його дзвіницю, монастирські стіни та Економічну браму було знищено. На відміну від руйнування головної церкви Золотоверхого Михайлівського монастиря, не зберегли жодної деталі прикрас цього собору, хоч було що зберігати: залізні двері, прикрашені візерунками, майолікові розетки, царські врата іконостасу, сам іконостас, колони головного та бічних портиків тощо. Немає і друкованих звітів про руйнування соборної церкви.
Український поет Михайло Орест (під псевдонімом Б. Мікорський) свідчить, що до того, як було обрано місце для урядового центру столиці на Горі в Старому місті, була пропозиція перемістити адміністративний центр столиці на місце «Великого Миколи» і, за його відомостями, що споруду Івана Мазепи було зруйновано саме в цей час. Найпізніші наявні фотографії Великого Микільського собору зробив В. Н. Горбовець для Київської обласної інспектури охорони пам'яток культури.
Після перенесення столиці УСРР з Харкова до Києва в 1934 році перший секретар Київського обкому ВКП(б) Павло Постишев, виступаючи на пленарних зборах Київської міської ради, відверто заявив, що треба раз і назавжди знести з лиця землі увесь цей «історичний хлам (мотлох), який своїм існуванням живить коріння українського буржуазного націоналізму». За свідченням очевидця тих зборів, Постишев видав наказ про негайне зруйнування Золотоверхого Михайлівського монастиря та інших історичних будов Києва, зокрема мазепинських церков на Подолі і Печерську. Микільський собор, його дзвіницю і монастирську браму було зруйновано в 1934 році. Руйнування мусило бути, за законами Радянської України, проведене за згодою Народного комісара освіти, старого більшовика і недавно обраного дійсного члена ВУАН Володимира Затонського.
Незалежно від того, якими були мотиви руйнування собору, дзвіниці і брами, плани щодо використання колишньої території Микільського монастиря були складені тільки на початку 1940-х років. Навесні 1941 року радянська преса повідомила, що столиця України збагатиться на нову громадську будівлю — Дім культури Червонопрапорного заводу; він мав бути збудований поруч із Печерською лаврою. Друга світова війна перешкодила здійсненню проєктованого в стилі «соціалістичного реалізму» плану.
Трапезна Великого Микільського монастиря, що залишилася незруйнованою 1934 року, за архітектурою близька до знищеного собору. Низько посаджені вікна її фасадів були прикрашені фронтонами і надавали будівлі незвичного нецерковного характеру. Трапезна мала також незвичайний план: прямокутна головна зала мала посередині один вільно поставлений стовп. Незважаючи на унікальність цієї незруйнованої будівлі і зацікавлення Радянського Союзу після Другої світової війни у зберіганні давніх пам'яток, цю трапезну Великого Миколи на початку 1960-х років було зруйновано. Очевидці розповідають, що місцева влада повідомила мешканців сусідніх будинків про руйнування — потрібно було заклеїти вікна паперовими стрічками, що б не вилетіли шибки, бо збиралися підірвати церкву. Що й було зроблено незабаром. Деякий час це місце з уламками церкви було огороджено — там була табличка, що то «військовий об'єкт», а за кілька років на тому місці вирішили збудувати Палац піонерів.
На початку 1960-х років було запропоновано побудувати на місці Микільського монастиря Палац піонерів і школярів. Розвиток цього проєкту збігся з короткочасним збудженням в Україні, яке було наслідком ХХІІ з'їзду Комуністичної партії України в жовтні 1961 року. Проєкт Палацу піонерів і школярів висунув питання про майбутню долю залишків монастирського комплексу часів гетьмана Мазепи. Правдоподібно початковий архітектурний проєкт нової будівлі передбачав зберегти барокову трапезну, але, попри те, що можна було б і слід було б зберегти, її зруйнували. Включення старої будівлі в новий архітектурний комплекс було відкинуто на підставі того, що будівля старої трапезної була релігійною спорудою, і побоювалися, що збереження її може пошкодити вихованню нової генерації в атеїстичному дусі.
Новий Палац піонерів і школярів (вул. Січневого повстання, 13) проєктувала бригада архітекторів під керівництвом Авраама Мілецького, його збудовано в 1962—1965 роках. У 1967 році за цю роботу проєктувальники отримали Державну премію СРСР з архітектури.

## Плани з відтворення храму
У 2010-х роках постало питання про можливу відбудову святині. У червні 2009 року президент України Віктор Ющенко доручив Кабінету Міністрів спільно із Київською міською держадміністрацією у двомісячний термін опрацювати та надати пропозиції щодо відновлення втраченого історико-архітектурного пам'ятника — комплексу Свято-Микільського військового собору, який мав і матиме унікальну історико-культурну цінність.

## Зображення

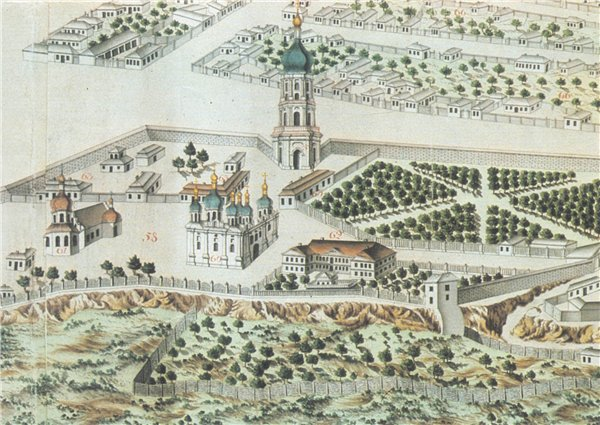
Микільський монастир наприкінці XVIII ст.
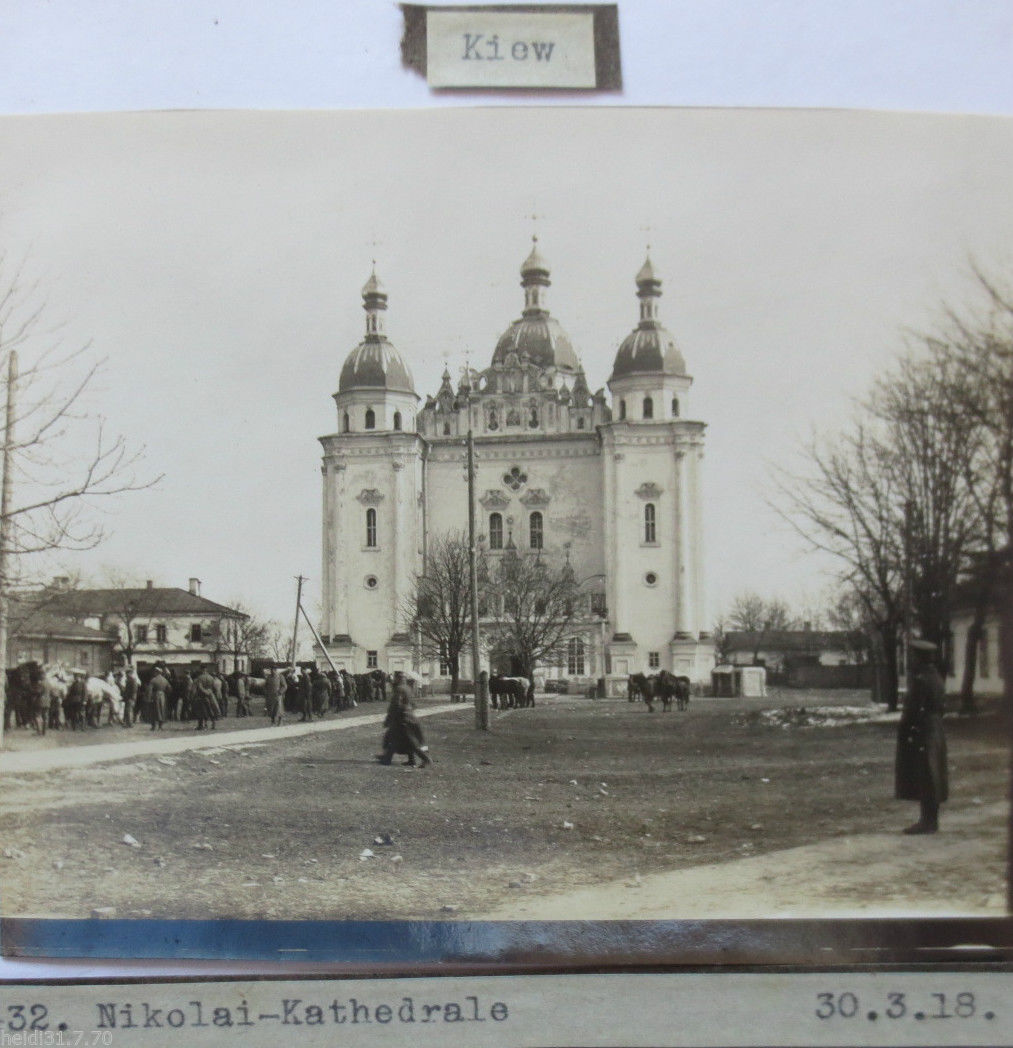
«Великий Миколай» 1918 року
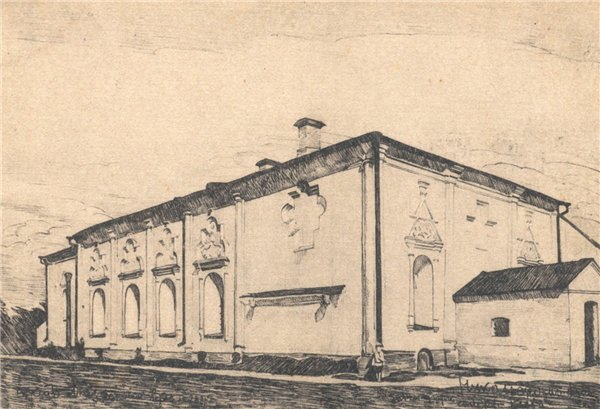
Трапезна церква Микільського собору
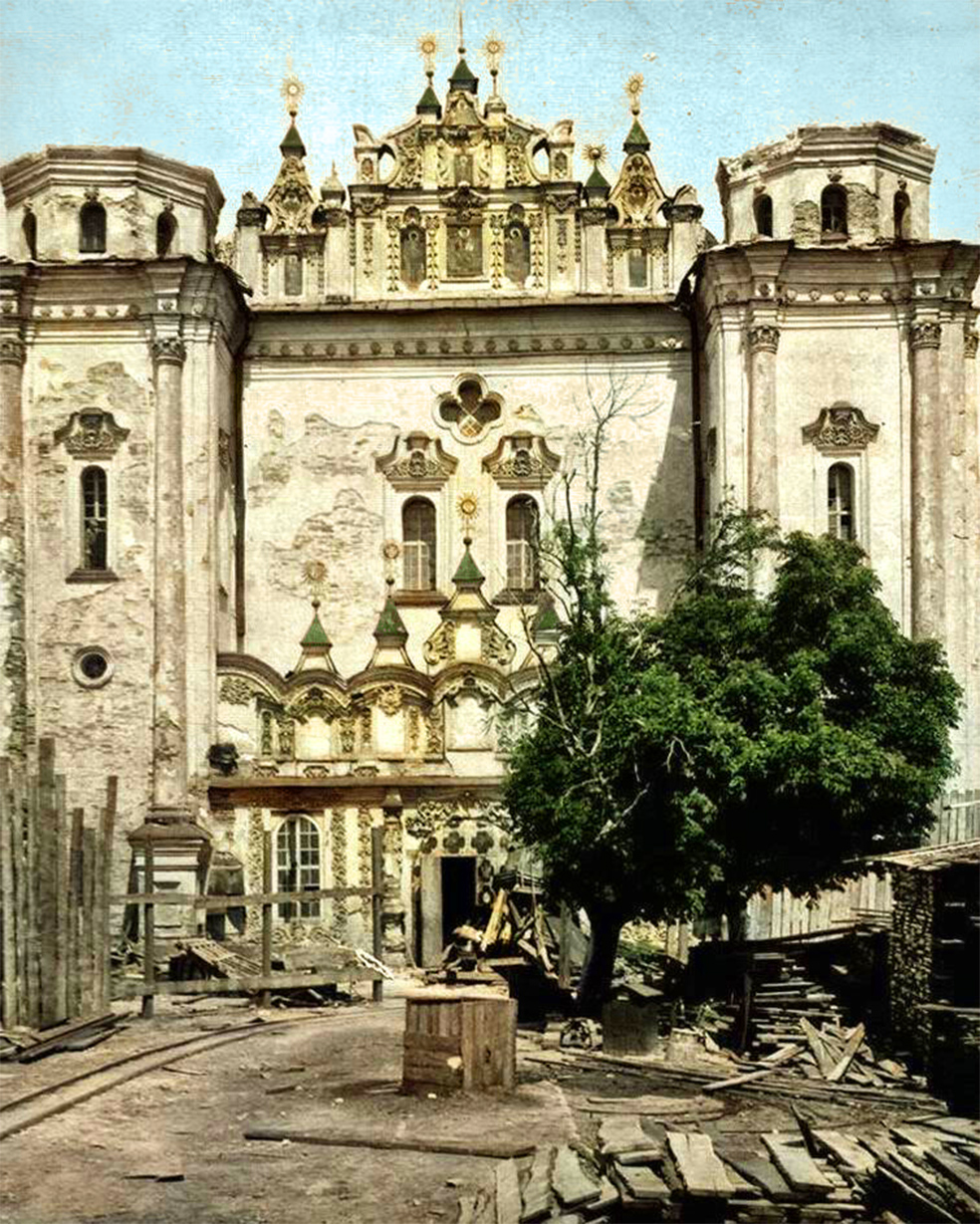
Знесення Микільського собору
Розташування Собору на місці сучасних будівель